# Doris Leuthard
Doris Leuthard (sinh ngày 10 tháng 4 năm 1963) là chính trị gia và luật sư người Thuỵ Sĩ. Từ 1 tháng 8 năm 2006, bà là thành viên của Hội đồng Liên bang Thuỵ Sĩ và được bầu làm Tổng thống vào năm 2010 và năm 2017.